# 斎太郎節
斎太郎節（さいたらぶし）は宮城県の民謡。元は牡鹿半島沿岸部で歌われた大漁唄とされている（諸説あり）。

## 概要
大正～昭和にかけて後藤桃水が他の唄とともに「大漁唄い込み」としてまとめ、全国的に有名になった。元は宮城県牡鹿半島の沿岸地域に伝わっていた櫓漕ぎ唄が元になっているとされている。斎太郎の名称の由来は諸説あるが、金華山沖から気仙沼にかけて歌われていた「さいとく節」と呼ばれる祝い唄があり、「さいとく」が訛って「さいたら」になり、「斎太郎」の文字が当てられたという説や仙台藩の鋳銭場銭座で働いていた斎太郎という美声の持ち主が、漁師となり、歌っていたことから、その名前が付いたという説がある。
竹花秀昭がこの曲を男声四部合唱に編曲した。
ハトヤホテルが替え歌をCMソングに採用したことがある。
また、東北新幹線では仙台駅到着時に流れるふるさとチャイムとして1991年まで使用された。

## 歌唱した著名歌手
- ザ・ドリフターズ - 「大変うたい込み」（作詞：なかにし礼）として替え歌で歌唱。
- ザ・ピーナッツ - ザ・ピーナッツ・スーパーレア・コレクションに収録。